# Stor-Hammartjärnen
Stor-Hammartjärnen är en sjö i Sollefteå kommun i Ångermanland och ingår i Ångermanälvens huvudavrinningsområde. Sjön har en area på 0,167 kvadratkilometer och ligger 232 meter över havet. Sjön avvattnas av vattendraget Kvarnån.

## Delavrinningsområde
Stor-Hammartjärnen ingår i det delavrinningsområde (705211-155605) som SMHI kallar för Utloppet av Lill-Bysjön. Medelhöjden är 258 meter över havet och ytan är 17,91 kvadratkilometer. Det finns inga avrinningsområden uppströms utan avrinningsområdet är högsta punkten. Kvarnån som avvattnar avrinningsområdet har biflödesordning 2, vilket innebär att vattnet flödar genom totalt 2 vattendrag innan det når havet efter 121 kilometer. Avrinningsområdet består mestadels av skog (68 procent) och sankmarker (17 procent). Avrinningsområdet har 0,55 kvadratkilometer vattenytor vilket ger det en sjöprocent på 3,1 procent.